# بيتر غيلمور (لاعب كرة الريشة)
بيتر غيلمور (بالإنجليزية: Angus Gilmour)‏ هو لاعب كرة الريشة بريطاني، ولد في 5 أغسطس 1990.

## وصلات خارجية
- بيتر غيلمور على موقع BWF.tournamentsoftware.com (الإنجليزية)
- بيتر غيلمور على موقع BWFbadminton.com (الإنجليزية)